# Lucio Arrunzio (console 22 a.C.)
Lucio Arrunzio (in latino Lucius Arruntius; 60 a.C. circa – 10) è stato un politico, ammiraglio e storico romano.

## Biografia
Padre dell'omonimo console del 6, era di fede pompeiana e dopo le prime proscrizioni dei cesariani vittoriosi a Filippi, tornò a Roma nel 39 a.C., nell'anno in cui tra Marco Antonio ed Ottaviano fu stretto un patto a Miseno.
Combatté nella guerra contro Sesto Pompeo del 36 a.C. Nella successiva guerra tra Marco Antonio e Ottaviano prese le parti di quest'ultimo. Egli è conosciuto soprattutto per la sua partecipazione nella battaglia di Azio, dove era al comando dell'ala sinistra della flotta vittoriosa di Ottaviano.
Nel 22 a.C. fu eletto console insieme a Marco Claudio Marcello Esernino.
Scrisse una storia, in stile annalistico, delle guerre puniche nello stile di Sallustio.